# Igé, Orne

Igé este o comună în departamentul Orne, Franța. În 1 ianuarie 2022 avea o populație de 589 de locuitori.